# Heinz Flohe
Heinz Flohe (Euskirchen, 28 de enero de 1948 - Euskirchen, 15 de junio de 2013) fue un futbolista alemán.

## Trayectoria
Flohe mediocampista de gran despliegue en la cancha, disciplina táctica y potente remate de zurda. Jugó desde 1966 a 1979 en el 1. FC Köln ganando la Bundesliga en la temporada 1977/78 y la Copa de Alemania en 1968, 1977 y 1978. Luego jugó la temporada 1979/1980 en el TSV 1860 Múnich. Con la selección de Alemania Federal jugó 39 partidos en los que convirtió 8 goles. Participó en la Copa Mundial de Fútbol de 1974, donde salió campeón, la Copa Mundial de Fútbol de 1978 (donde anotó 2 goles en la goleada alemana sobre México 6-0) y en la Eurocopa 1976, donde obtuvo el segundo puesto.

## Clubes
| Club            | País             | Año       |
| --------------- | ---------------- | --------- |
| 1. FC Köln      | Alemania Federal | 1966-1979 |
| TSV 1860 Múnich | Alemania Federal | 1979-1980 |

## Palmarés

### Torneos nacionales
- Bundesliga: 1978.
- Copa de Alemania: 1968, 1977 y 1978.

### Torneos internacionales
- Copa Mundial de Fútbol: 1974.